# Rembrandthuset
Rembrandthuset (holländska: Museum Het Rembrandthuis) är ett historiskt hus och konstmuseum i Amsterdam i Nederländerna. Den nederländske målaren Rembrandt van Rijn bodde och arbetade i huset under åren 1639-1658. Interiören från 1600-talet har rekonstruerats. Museet innehåller samlingar av Rembrandts målningar och etsningar och målningar av hans samtida. Exteriört är huset en tegelbyggnad i tre våningar och med röda fönsterluckor.

## Rembrandthuset
Rembrandthuset ligger på Jodenbreestraat 4 (Judiska breda gatan) i Amsterdam inte långt från dagens stadshus, nära korsningen vid Sint Antoniesbreestraat i de eleganta delarna av Amsterdam. Där bodde Rembrandt med sin familj och målade i sin ateljé, som låg på översta våningen.
I januari 1639 tecknade Rembrandt avtalet för köpet av huset. I det huset skulle han sedan verka och skapa i 20 år framåt. När Rembrandt köpte huset började han bli känd och förmögen. Han inredde en ateljé i översta våningen. I ateljévåningen fick motiven en naturlig belysning och där det fanns utrymme för undervisning av de många eleverna. Han själv levde med sin hustru Saskia van Uylenburgh och sonen Titus van Rijn på bottenvåningen.
Rembrandt, som hade köpt huset 1639, fick inte behålla huset livet ut. Rembrandt samlade på vackra och ovanliga föremål och detta intresse bidrog till hans fall. Hans brist på affärssinne och hans smak för dyrbara föremål gjorde att han blev bankrutt år 1656. Konstnären tvingades på grund av detta att sälja allt han ägde och hade, inklusive bostaden, år 1660. Alla hans tillhörigheter gick på auktion. Auktionslistan gjorde det möjligt för rekonstruktioner av alla hans tillhörigheter som också visas i huset.

## Exteriör, interiör och samlingar

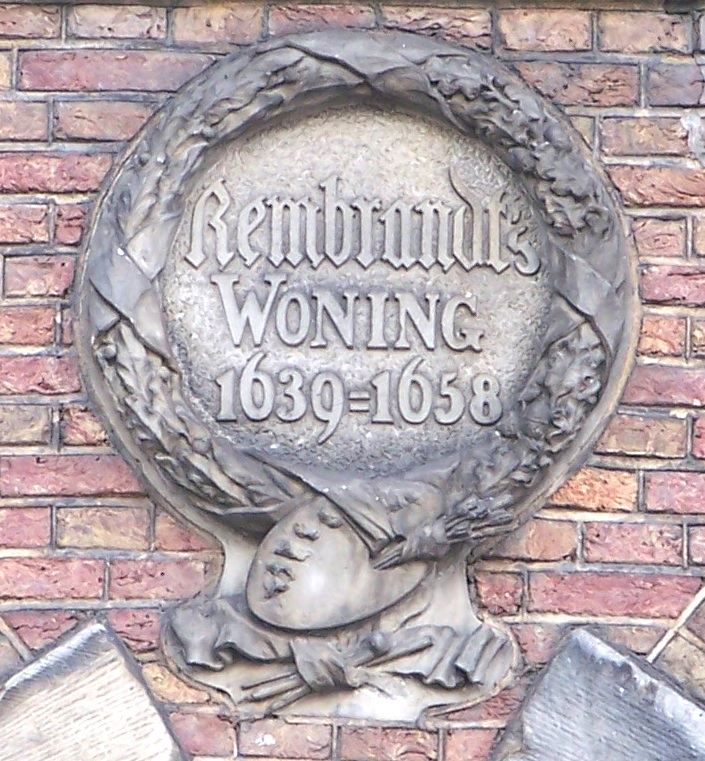
Minnesplakat på husfasaden på Rembrandthuset, där Rembrandt bodde och verkade åren 1639-1658.

I slutet av 1990-talet restaurerades hela huset, exteriört och interiört, inklusive ateljén och målarens kunstkamer, som innehåller hans samlingar. Huset rekonstruerades grundligt invändigt för att visa hur huset skulle ha sett ut under Rembrandts dagar. Konstnärens stämningsfyllda ateljé vetter mot norr och det flödar av ljus. Köket har öppen spis. Alla hans privata rum, hans ateljé och grafiska verkstad är fullt inredda. 
I anslutning till Rembrandthuset finns en modern byggnad som är kopplad till huset där verk av Rembrandt visas, främst etsningar och även en del av hans samling av föremål från hela världen. Över 250 av Rembrandts etsningar är utställda i husets övre våningar. Rembrandthuset äger avdrag av så gott som alla grafiska blad som Rembrandt skapade. En stor del av de grafiska bladen är permanent utställda i översta våningen. Här finns också konsthantverk från de holländska kolonierna med antika romerska och grekiska skulpturer, jordglober, snäckor och underliga uppstoppade djur. Av konsten finns det i hans samling etsningar av Rafael, Tizian och Holbein.

## Administration
Michael Huijser är museichef och David de Witt är intendent. Museet hade 193.250 besökare år 2012.

## Galleri

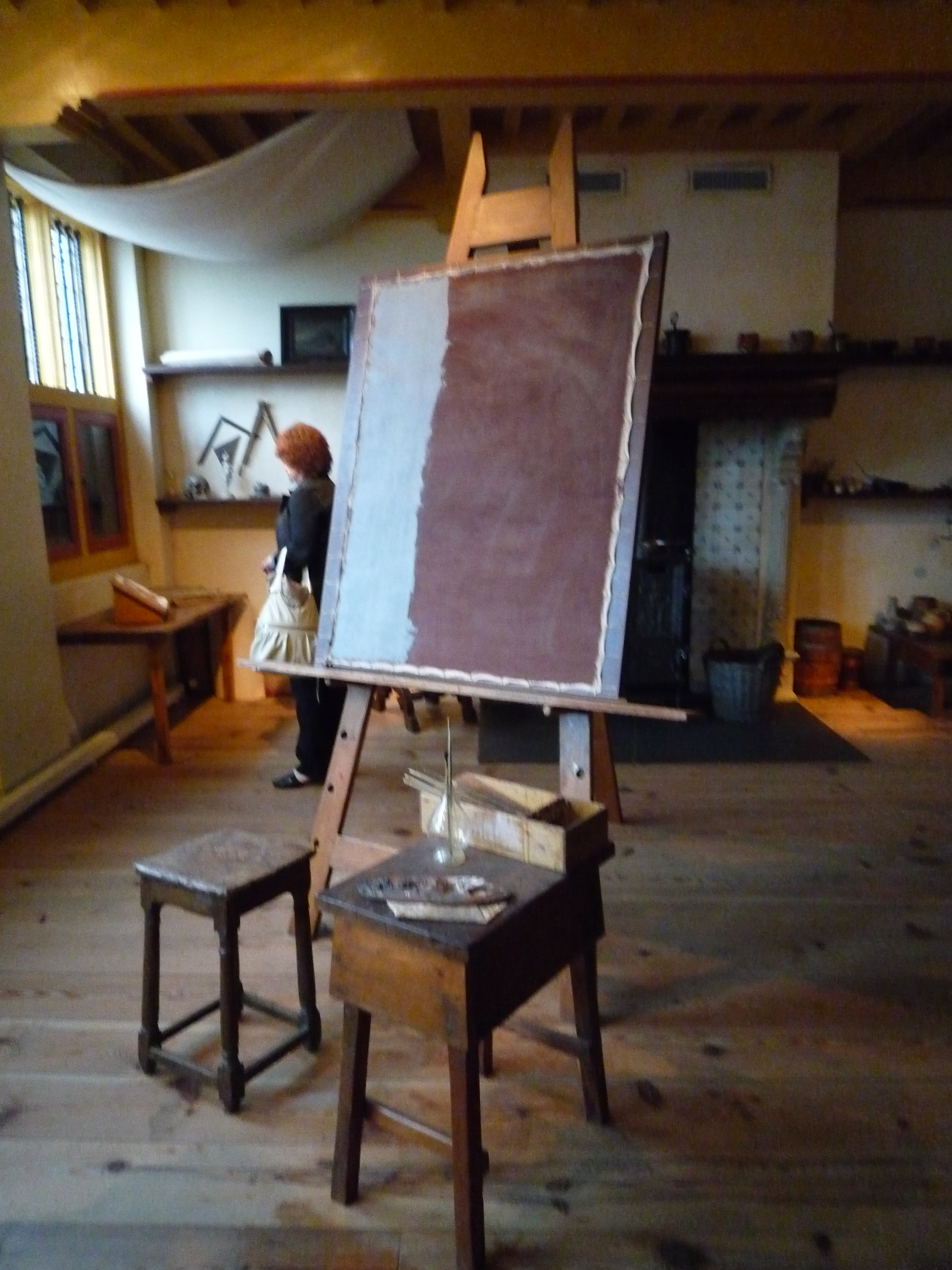
Ateljén
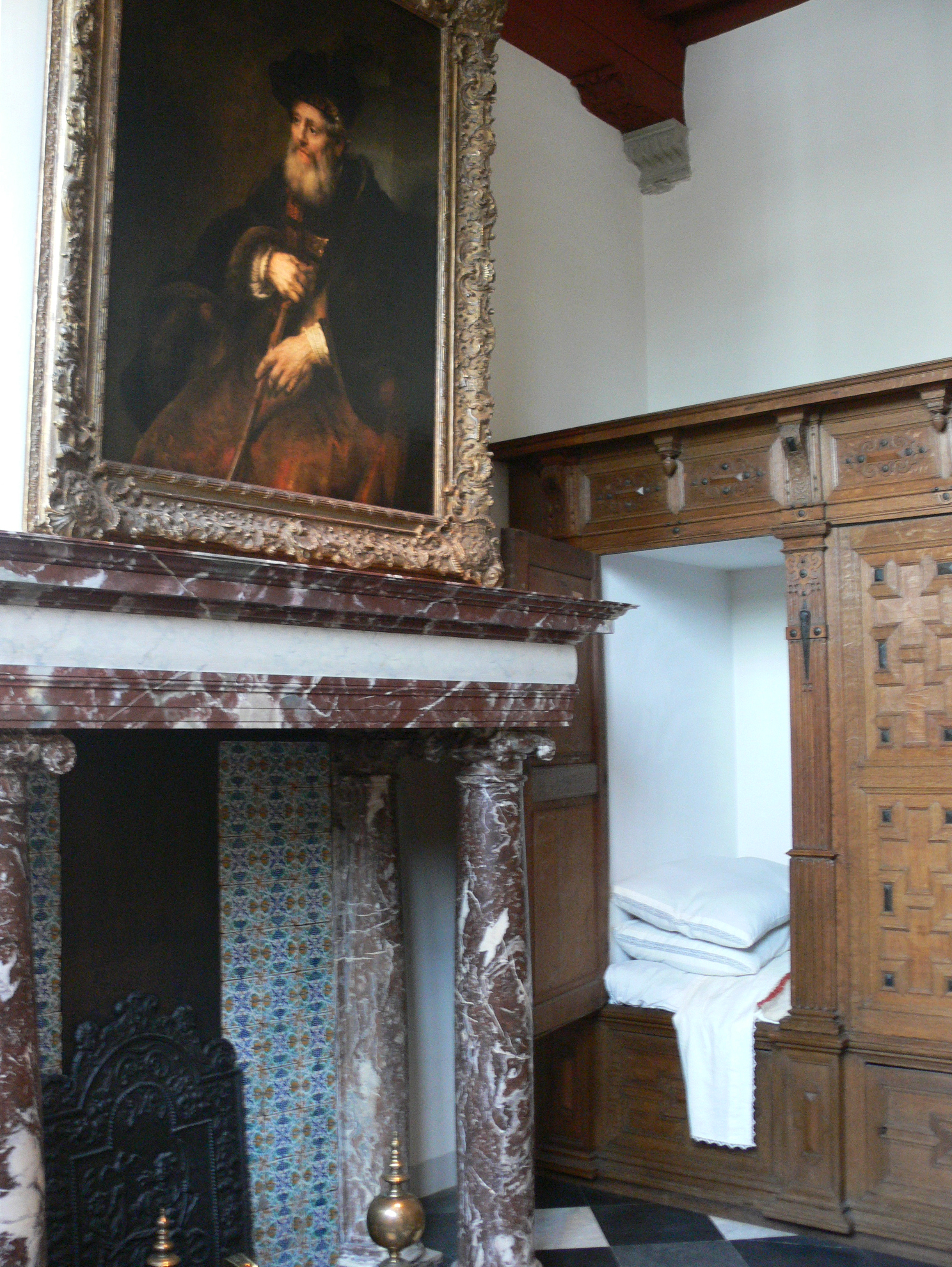
Ateljén
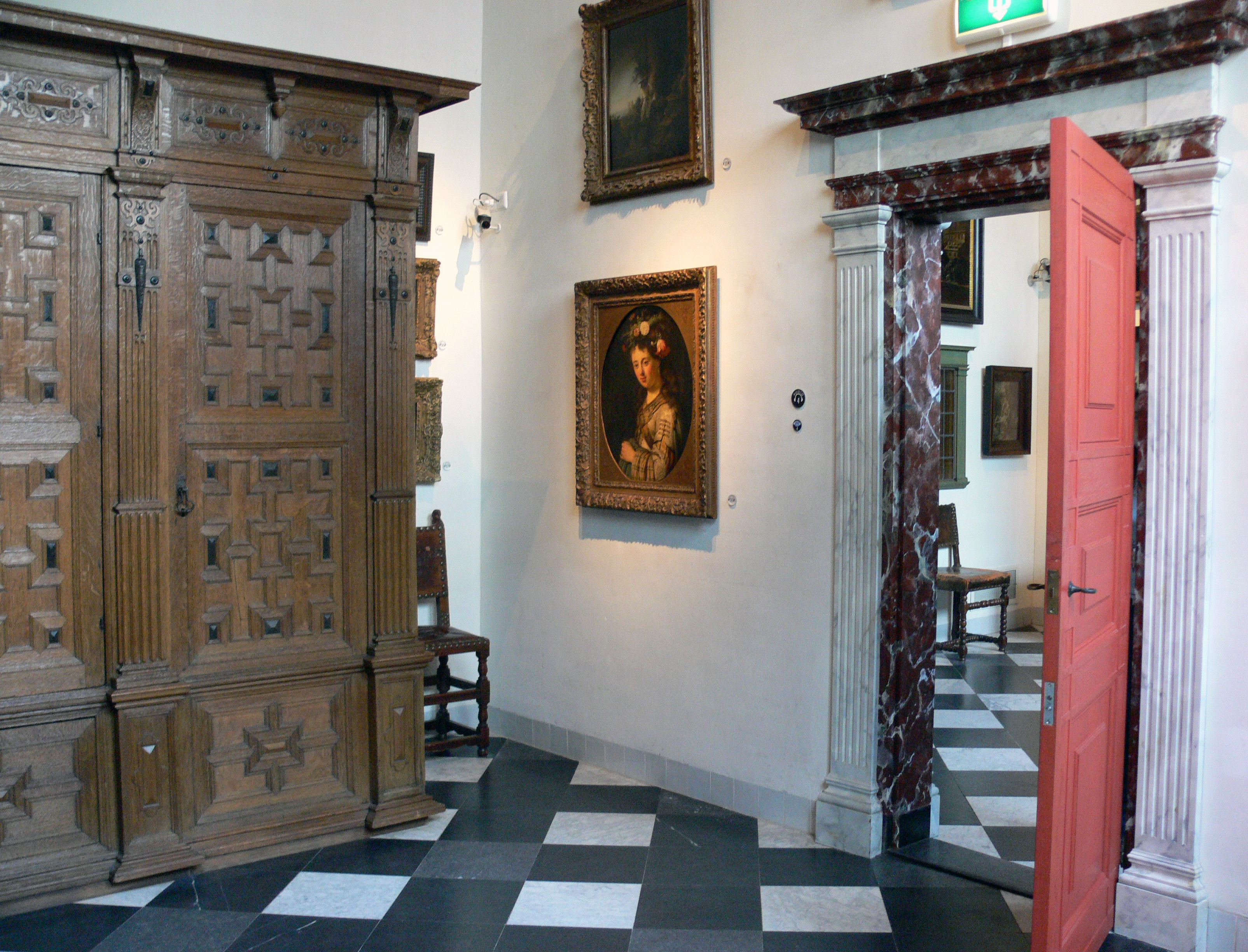
Ateljén
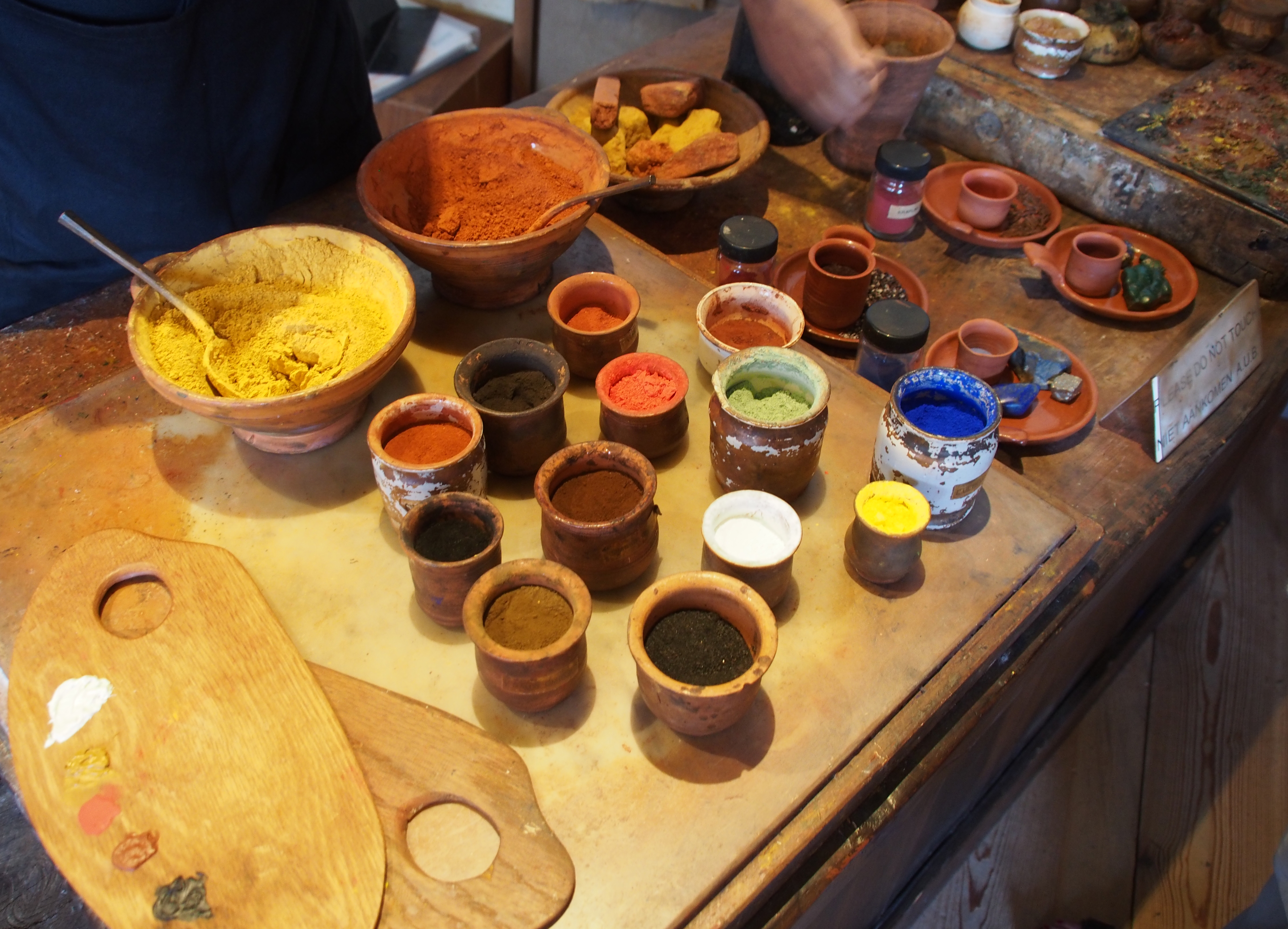
Ateljén för tryckning
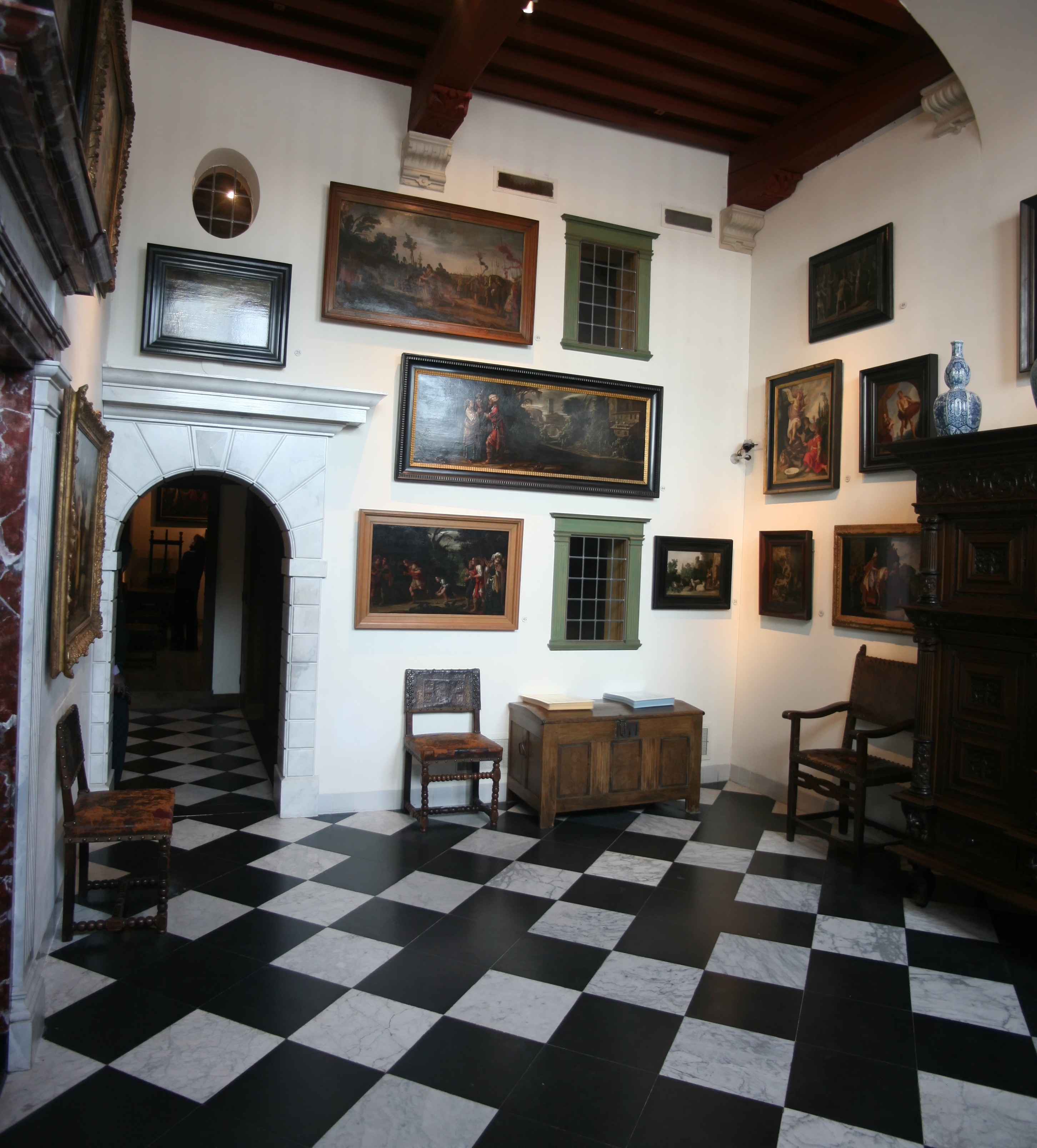
Förrum
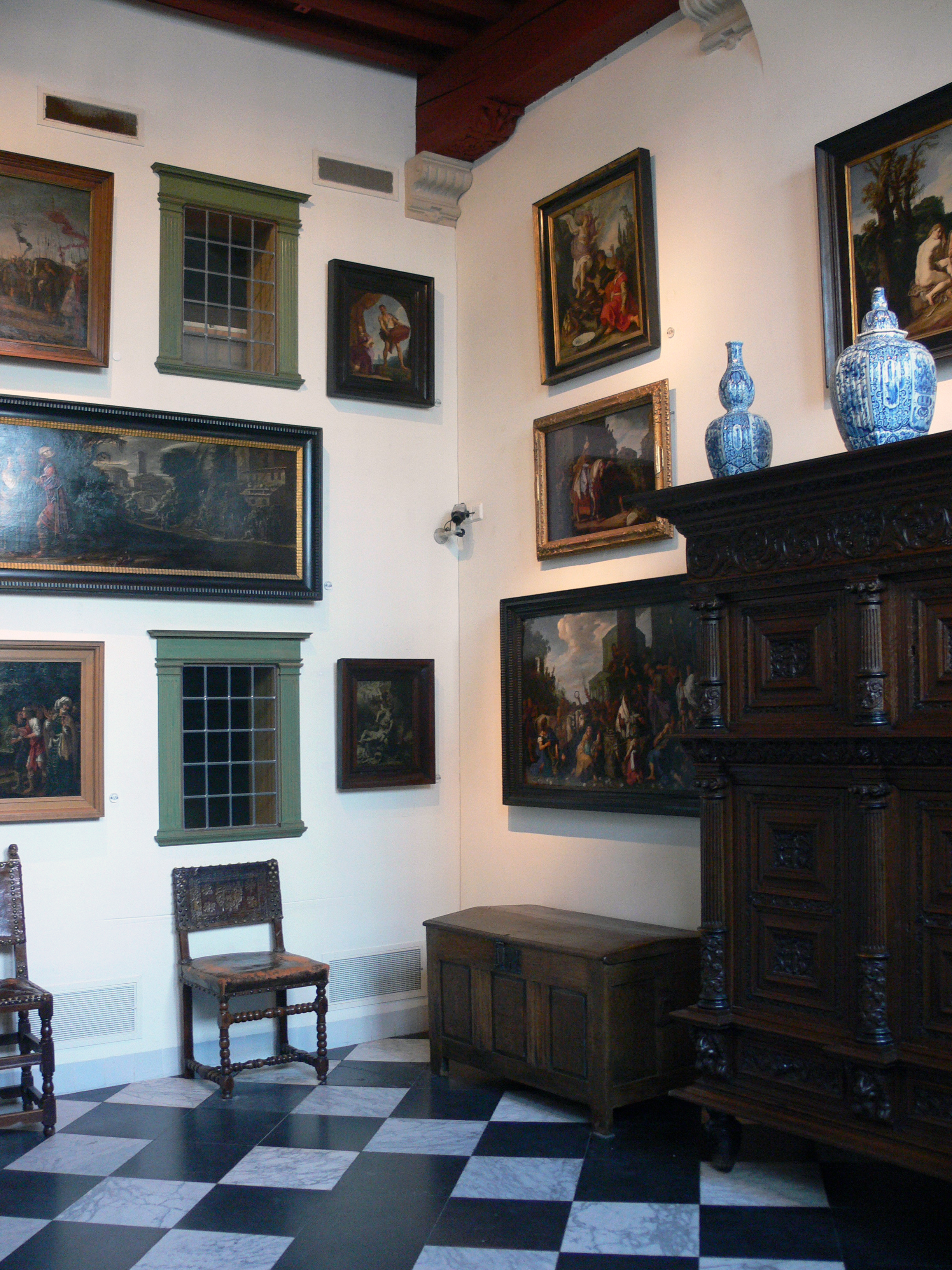
Förrum
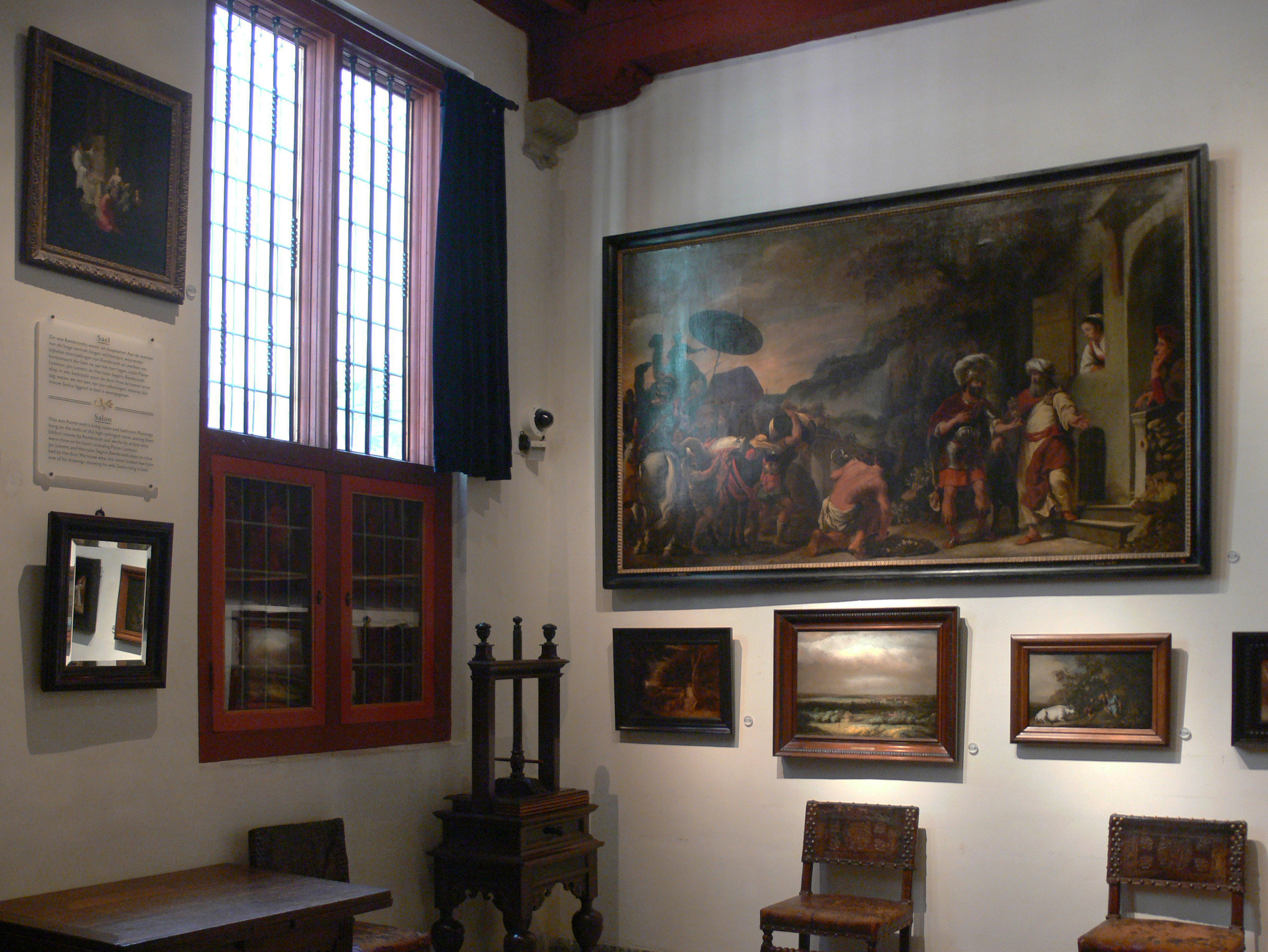
Rum
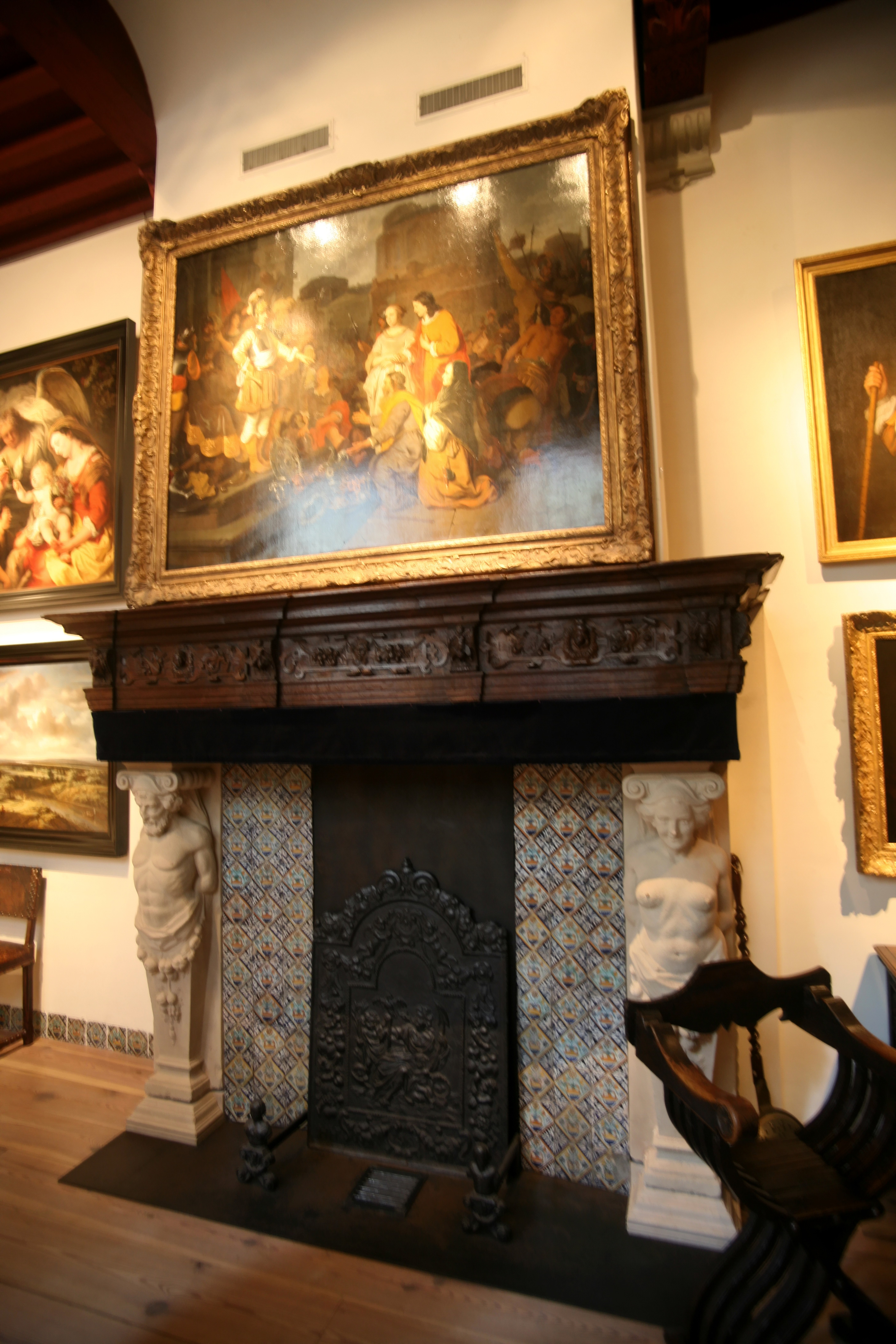
Vardagsrum
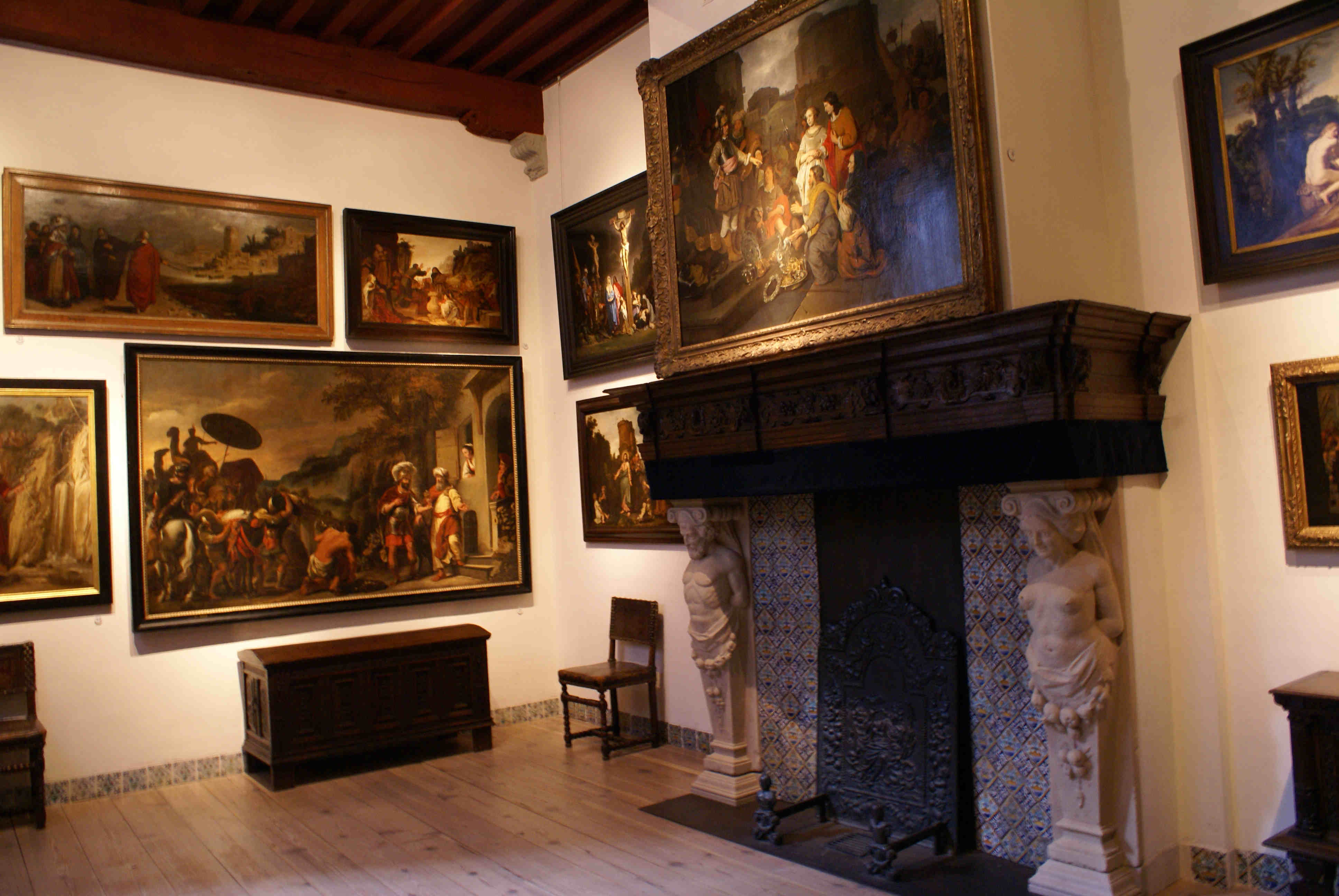
Vardagsrum
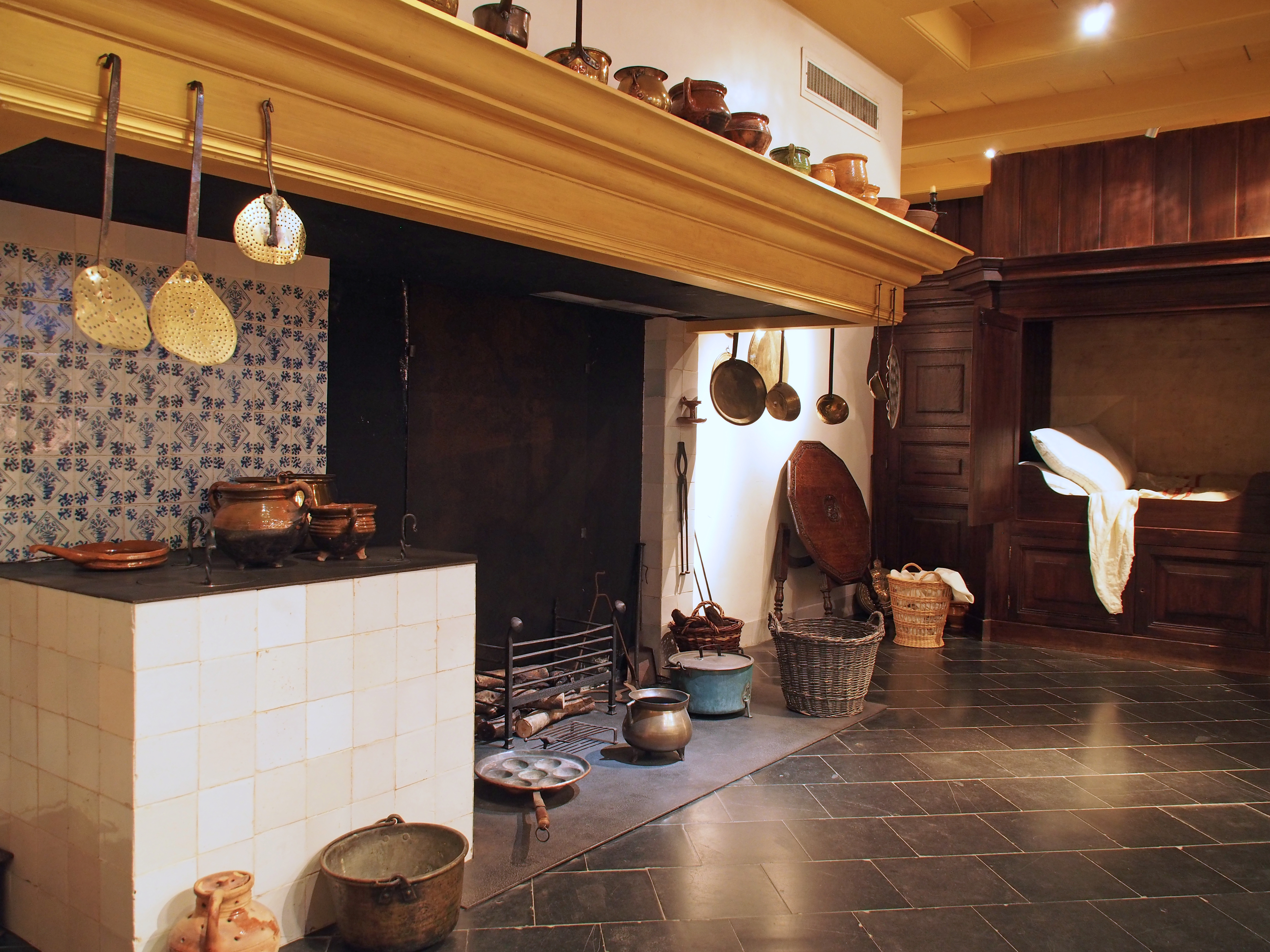
Köket
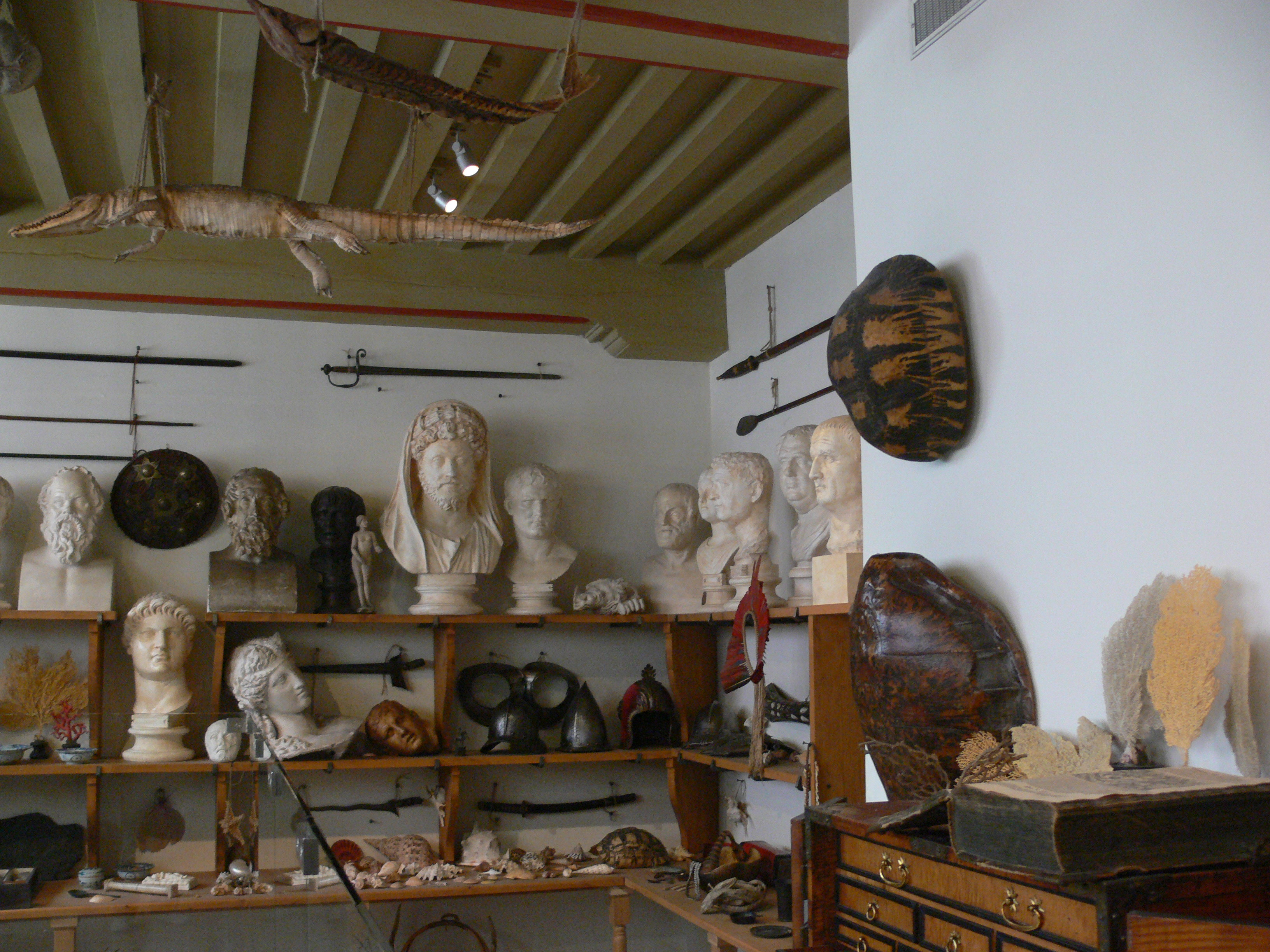
Kuriosakabinettet
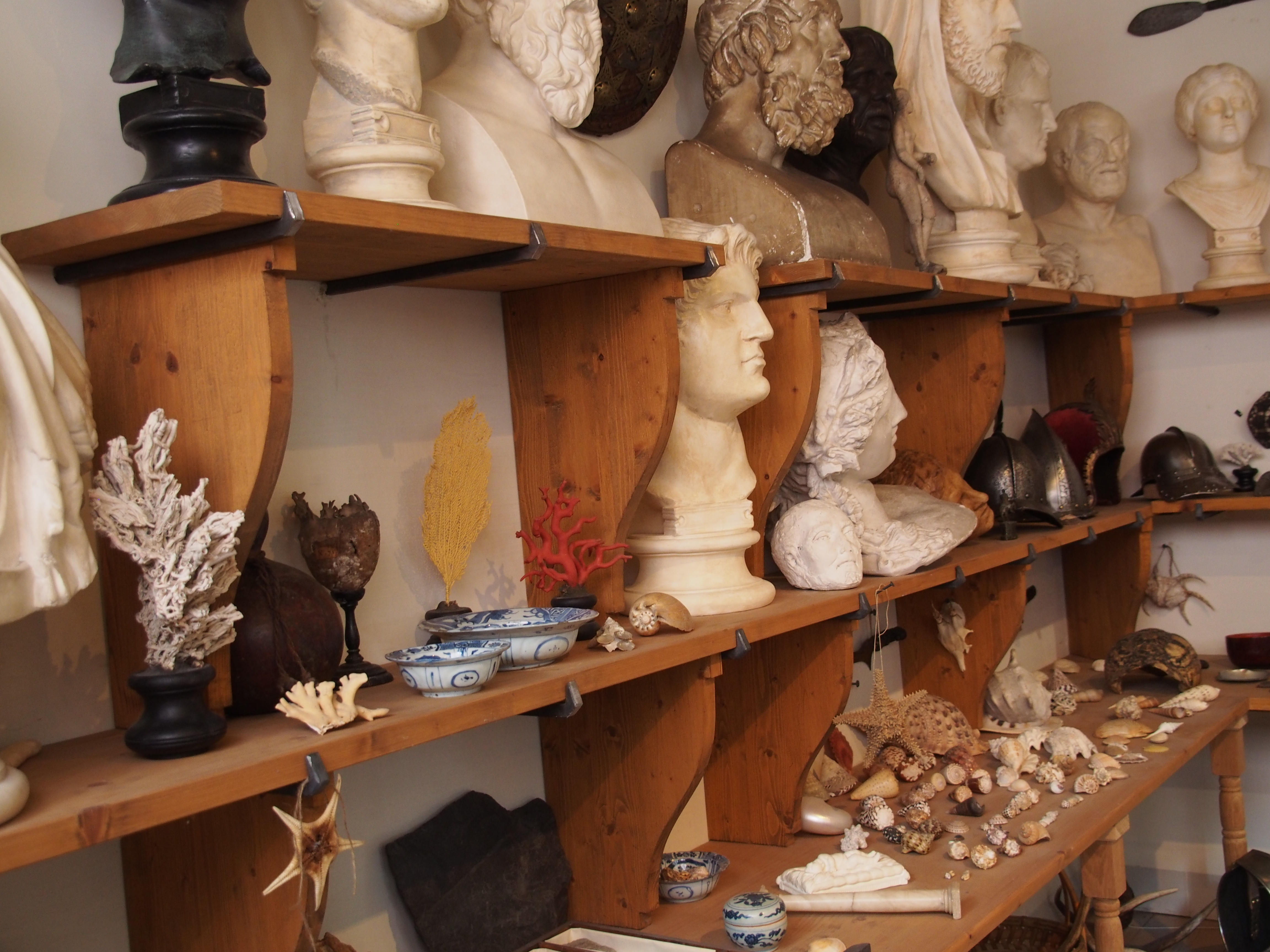
Kuriosakabinettet
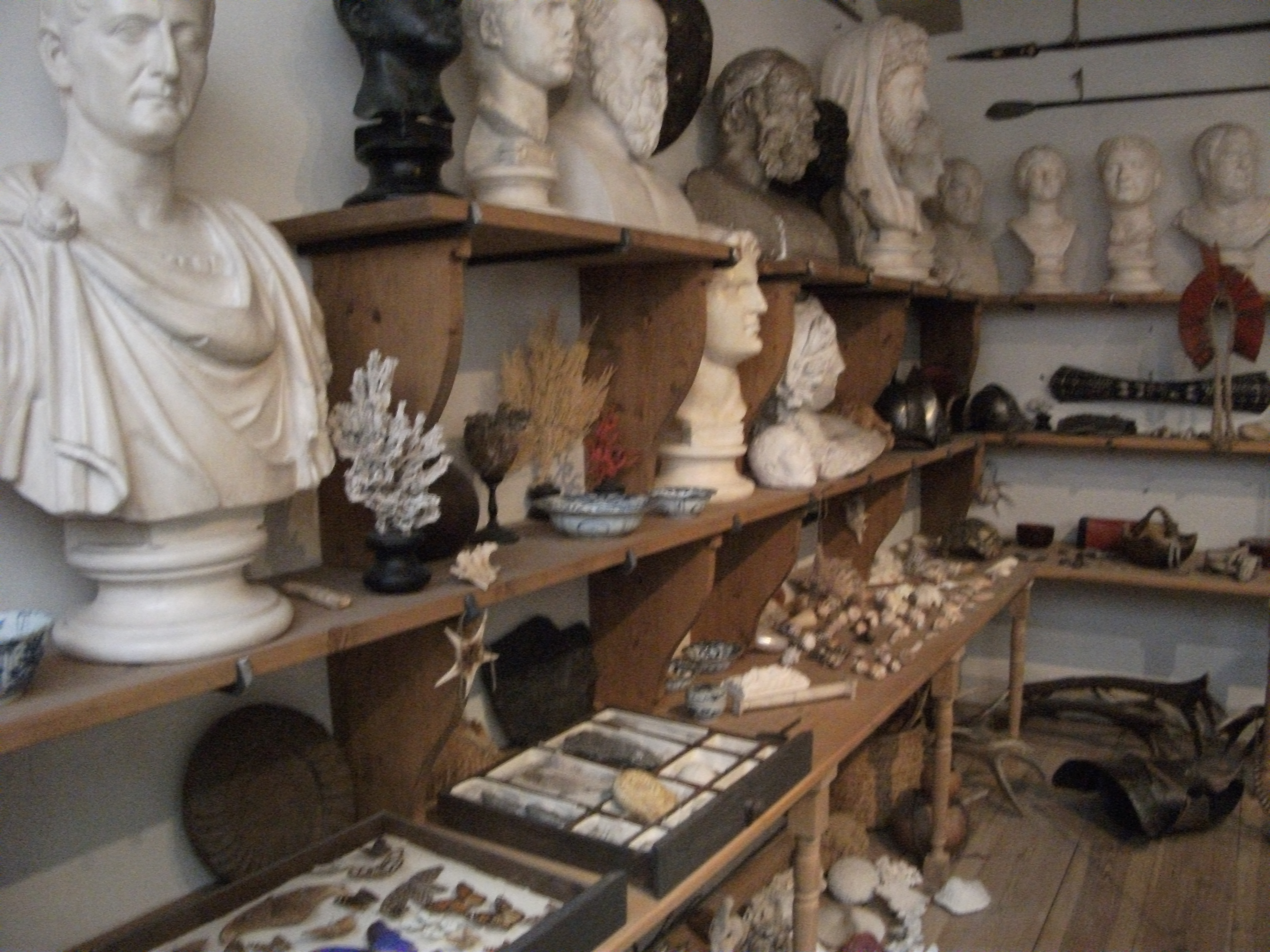
Kuriosakabinettet
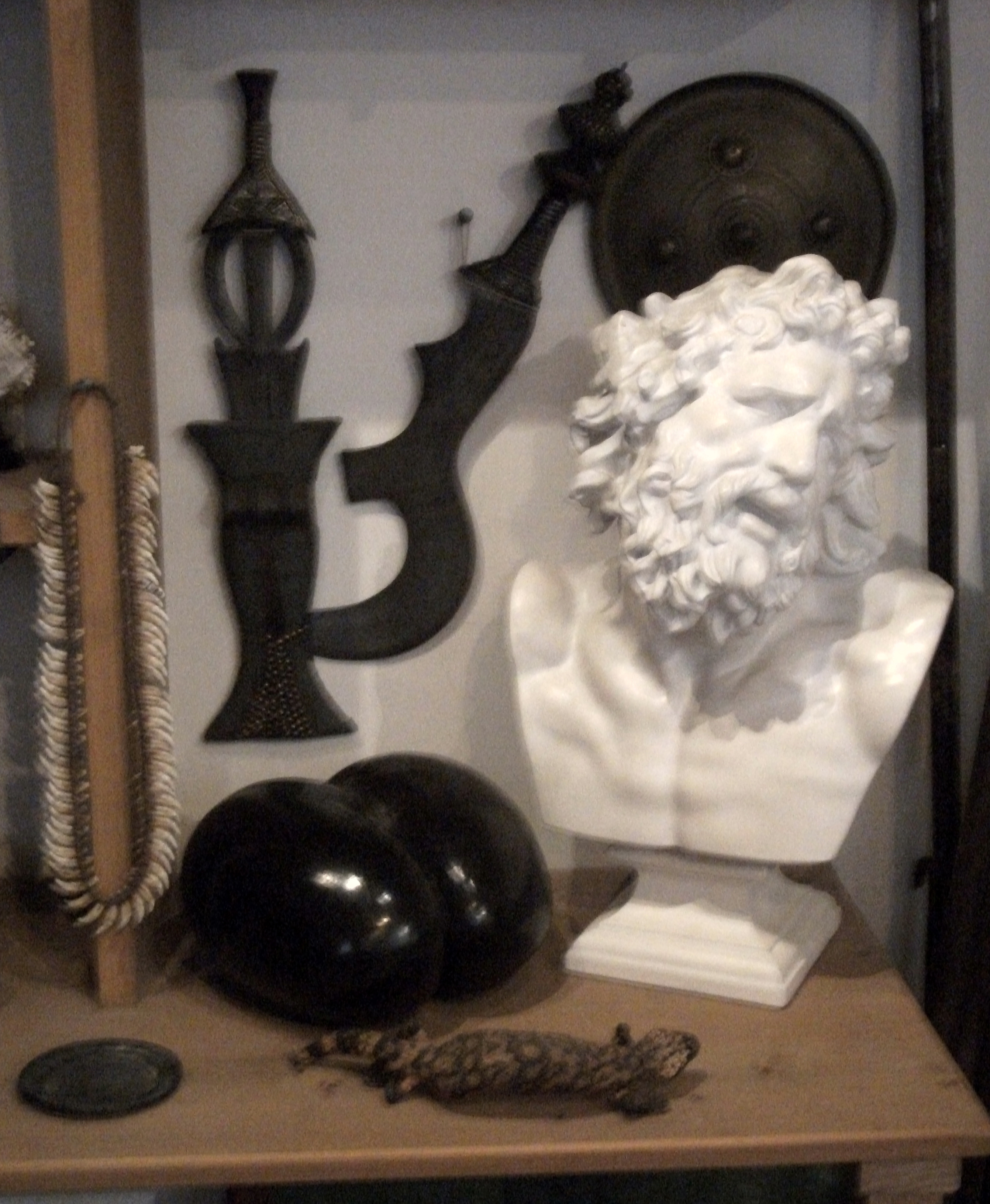
Kuriosakabinettet
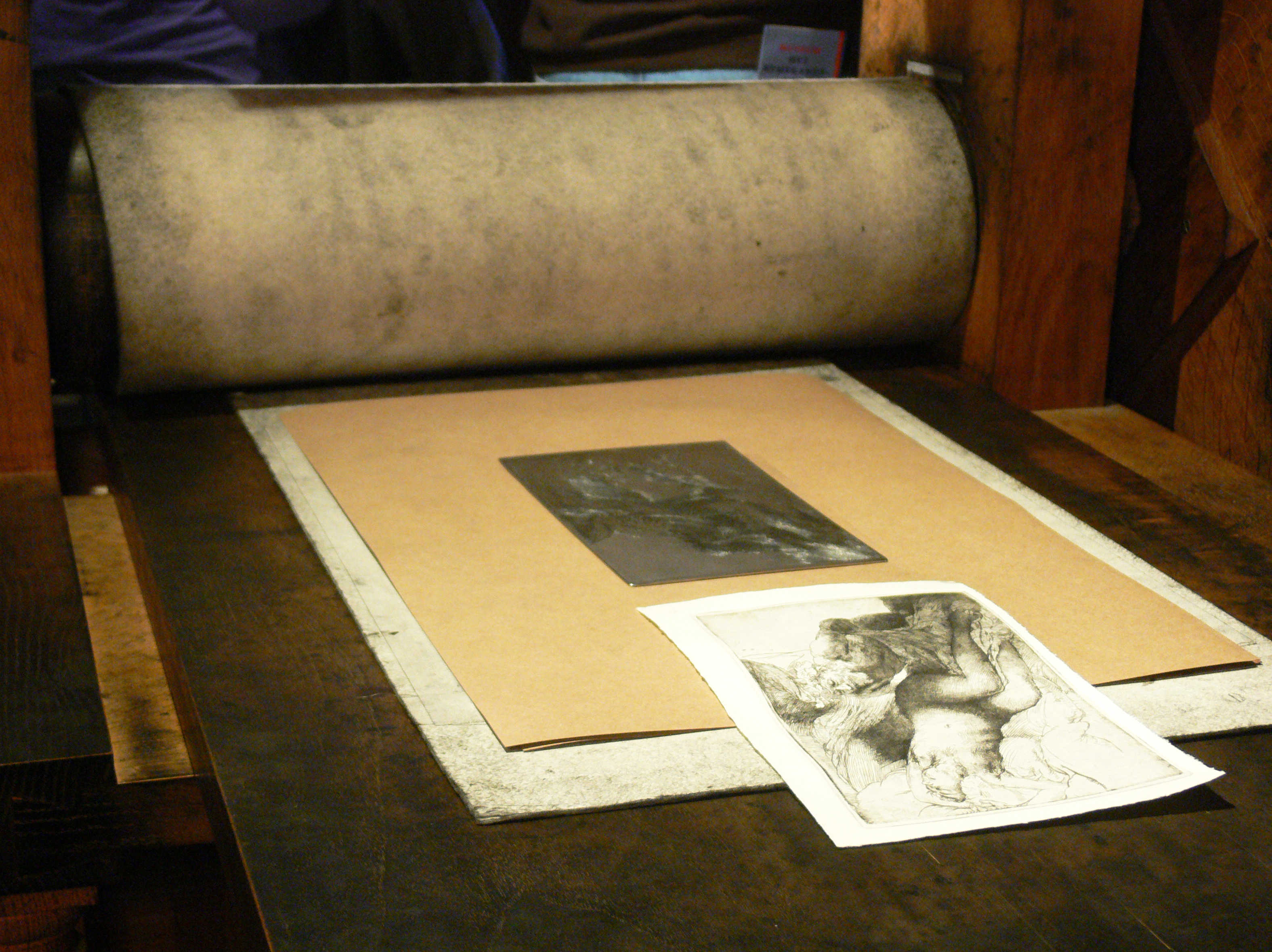
Grafiska verkstaden
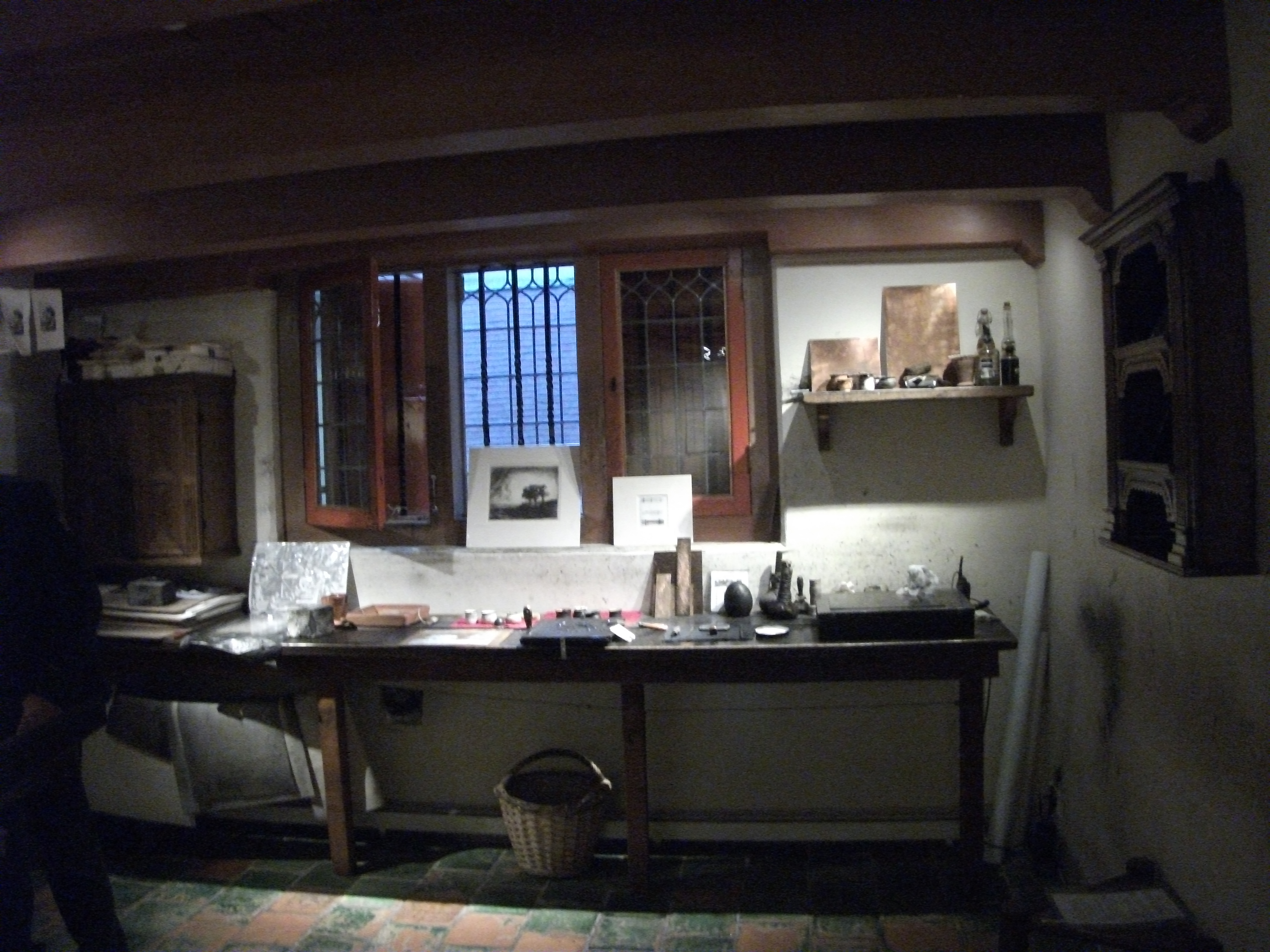
Grafiska verkstaden